# Elisabeth Noelle-Neumann
Elisabeth Noelle-Neumann (nació en Berlín, Imperio alemán, el 19 de diciembre de 1916 – y murió en Allensbach, Alemania, 25 de marzo de 2010) fue una politóloga alemana, estudió periodismo con Emil Dovifat en Berlín, Filosofía en Könisberg e Historia en Múnich. En EE. UU. amplió sus estudios de periodismo en la Universidad de Misuri. A principios de la Segunda Guerra Mundial, se doctoró en periodismo (1939). Con tan solo 19 años, Noelle-Neumann se afilió al Partido Nacionalsocialista de Adolf Hitler y militó activamente, publicando escritos ideológicos a favor del gobierno. En 1961 (con la ciudad de Berlín separada por un muro), empezó sus estudios y trabajos académicos en la Universidad Libre de Berlín; y más tarde, en el año 1964 obtuvo su cátedra de periodismo.
En 1947 fundó, junto a su marido Erich Peter Neumann, el Institut Demoskopie Allensbach, que trabajó en encuestas de opinión para la democracia cristiana alemana. Pero ya en 1964 se trasladó a la Universidad Johannes Gutenberg de Maguncia, donde realizó su cátedra de Periodismo y fundó en Institut Für Publizistik, del que fue directora hasta 1983.
Profesora emérita de la Universidad de Maguncia, su contribución más famosa es el modelo de la espiral del silencio, una teoría sobre cómo la percepción de la opinión pública puede influir en el comportamiento de un individuo.
Fue asesora de referencias de los cancilleres demócrata- cristianos como Konrad Adenauer, Helmut Kohl o Angela Merkel. Llegó a ser apodada “la Sibila del Lazo Constanza” o “la dama de las encuestas”.

## Biografía
Elisabeth Noelle nació en 1916, hija de Ernst y Eve Noelle en Dahlem, un suburbio de Berlín. Elisabeth fue a varias escuelas de Berlín para luego cambiarse a la Escuela Castillo de Salem, la cual también dejó un año después. 
En 1935, ella adquirió su abitur en Göttingen y luego estudió filosofía, historia, periodismo y estudios americanos en la Universidad Friedrich Wilhelm y la Universidad Königsberg Albertina. Cuando visitó Obersalzberg, tuvo un encuentro casual con Adolf Hitler, al cual luego llamó "una de las más intensas y extrañas experiencias de su vida". 
Este encuentro fue documentado por el periódico estudiantil nacionalsocialista "Die Bewegung". El artículo muestra que esto no fue un hecho fortuito, como mantuvo Elisabeth Noelle-Neumann a lo largo de su vida.1
Entre 1937 y 1938, se trasladó a Estados Unidos para estudiar en la Universidad de Misuri. Allí se registró como "estudiante especial", afirmando innumerables veces además que estudió periodismo durante un año. Pero los "estudiantes especiales" no fueron admitidos en las Escuelas de Periodismo, Derecho o Medicina.
En 1940 recibió su Ph.D. concentrándose en el estudio de la opinión pública en EE. UU..
En 1940 trabajó brevemente en el diario nazi Das Reich. El 8 de junio de 1941 Das Reich publicó el artículo de Noelle-Neumann titulado "¿Quién informa a EEUU?", en el que propagó la idea de que un sindicato judío manejaba los medios de comunicación estadounidenses. Escribió: "Los judíos escriben en el periódico, son sus dueños tienen virtualmente monopolizadas las agencias de publicidad y puede, por lo tanto, abrir y cerrar las puertas del dinero de la publicidad como deseen". Fue despedida cuando cambió fotos no favorables de Franklin D. Roosevelt por unas que se vieran mejor. Después trabajó en el Frankfurter Zeitung hasta que fue cerrado en 1943. 
En 1947, ella y su primer esposo, Erich Peter Neumann, fundaron una organización de estudio de la opinión pública— el Instituto  de Sondeos de opinión de Allensbach, que hoy en día es una de las más conocidas y prestigiosas organizaciones de sondeo en Alemania. Ella, junto a su esposo, creó el primer cuerpo de sondeo de opinión alemán.
Desde 1964 hasta 1983 mantuvo un profesorado en la universidad Johannes Gutenberg de Maguncia.
Noelle-Neumann fue la presidenta de la Organización Mundial para el Estudio de la Opinión Pública desde 1978 hasta 1980, y trabajó como profesora invitada en la universidad de Chicago desde 1978 hasta 1991.

## Pensamiento y expresión crítica
A partir de los años 60, Elisabeth Noelle-Neumann, publicó sus estudios sobre la evolución de la opinión pública, que más tarde se convertiría en una "espiral del silencio", concepto que introduce principalmente en su obra "La espiral del silencio. Opinión pública: nuestra piel social" (1977). Esta espiral se basa en que la opinión dominante o percibida como vencedora genera un efecto de sumisión por parte de la población dominada, la cual observa cómo su propia opinión se ve ensombrecida por la opinión mayoritaria. Afirma que la adhesión a las grandes corrientes de opinión son un acto reflejo del sentimiento protector que confiere a la mayoría y el rechazo al aislamiento, al silencio y a la exclusión. Define que los individuos tienen un sentido perceptivo de evaluación del ambiente ideológico, de las modas de opinión y de los valores minoritarios y mayoritarios. Este pensamiento se debe a influencias de autores como Aristóteles, Cicerón, Maquiavelo, Erasmo de Róterdam, John Locke, David Hume y Alexis de Tocqueville, entre otros, que asocian el gobierno con la opinión mayoritaria.
En todo caso, las ocultaciones y los silencios son más probables en los regímenes totalitarios que en aquellos donde está garantizada la libertad de expresión.
El papel de los medios es significativo, en la medida que sus valores de agenda y su papel de habilitador de la presencia o protagonismo contribuye a la percepción social de los climas de opinión mayoritarias o políticamente correctas. Los medios, a través de sus contenidos, contribuyen a establecer el espacio público de debate y, con ello, el marco en el que se desarrolla la opinión pública (Teoría del Framing propuesta por George Gerbner). Los silencios de los medios, sus ocultaciones de la realidad, llevan consigo la salida de la escena de aquellos valores y protagonistas que han perdido huella publicada o emitida.

## Literatura
- Esther Priwer: Nazi exchange students at the University of Missouri The Menorah Journal, 1938, vol. 26, issue 3, Page 353-361

- Elisabeth Noelle-Neumann as Nazi propagandist in US newspapers, 1938

- 24 Mädels beim Führer, 13.06.1937